# Julius van den Berg
Julius van den Berg (ur. 23 października 1996 w Purmerend) – holenderski kolarz szosowy.

## Osiągnięcia
Opracowano na podstawie:

2014
- 1. miejsce w Pucharze Prezydenta Miasta Grudziądza
  - 1. miejsce na 3. etapie
- 2. miejsce w mistrzostwach Holandii juniorów (start wspólny)
- 2. miejsce w Sint-Martinusprijs
- 1. miejsce na etapie 2b Internationale Niedersachsen-Rundfahrt der Junioren
- 3. miejsce w Memorial Pietro Merelli

2017
- 1. miejsce w mistrzostwach Holandii U23 (jazda indywidualna na czas)

2018
- 1. miejsce w klasyfikacji młodzieżowej Tour de Normandie
  - 1. miejsce na 5. etapie
- 1. miejsce na 6. etapie Tour de Bretagne
- 1. miejsce w Profronde van Noord-Holland
- 2. miejsce w Paryż-Roubaix U23
- 1. miejsce w Midden-Brabant Poort Omloop
- 1. miejsce w mistrzostwach Holandii U23 (start wspólny)

2021
- 1. miejsce na 7. etapie Tour de Pologne

## Rankingi
| Rok             | 2016  | 2017  | 2018 | 2019  | 2020 | 2021 | 2022  | 2023  |
| --------------- | ----- | ----- | ---- | ----- | ---- | ---- | ----- | ----- |
| UCI World Tour  | -     | -     | 332. |       |      |      |       |       |
| World Ranking   | 1790. | 1094. | 354. | 2335. | -    | 778. | 1569. | 1332. |
| UCI Europe Tour | 1186. | 688.  | 210. | 1500. | -    | 609. | 1052. | -     |
| UCI Asia Tour   | -     | -     | 733. |       |      |      |       |       |
|                 |       |       |      |       |      |      |       |       |
| Źródło: UCI     |       |       |      |       |      |      |       |       |